# Y2K (эстетика)

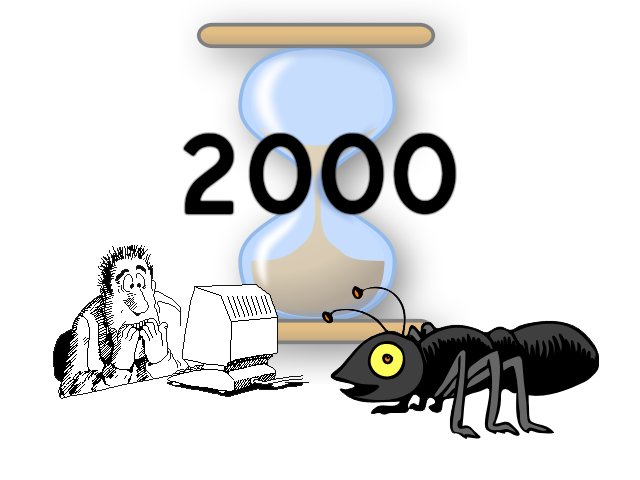
Карикатура высмеивает страхи вокруг Y2K, где люди боялись компьютерных сбоев из-за перехода на 2000 год.

Y2K — интернет-эстетика, основанная на продуктах, стилях и моде конца 1990-х и начала 2000-х годов. Название Y2K происходит от аббревиатуры, созданной программистом Дэвидом Эдди в 2000 году и связанных с ней потенциальных компьютерных ошибок. Эстетика Y2K может включать элементы одежды, футболки, свитшоты, мини-юбки, туфли на платформе, синтетические или металлические материалы, надувную мебель, компьютерные интерфейсы эпохи доткомов и элементы эстетики McBling.
Первоначально Y2K как интернет-эстетическое направление, ретроспективно относилось к ретро — футуристическому художественному движению, для которого характерны металлические материалы, блоб-объекты и светоотражающая одежда. Поскольку термин «Y2K» привлек всеобщее внимание в течение 2020-х годов, с тех пор этот термин расширился и стал относиться к моде 2000-х годов в целом.

## История
Отношения к моде изначально этот термин не имел, его этимология уходит в IT-сферу, когда возникла проблема с разработкой программного обеспечения нового поколения, до 2000-го компьютеры обрабатывали в нумерации года только последние две цифры, в тысячелетие случился сбой, так как цифры 00 компьютер считывал как 1900-х, а не 2000-х. Этот термин попал в моду и популяризировался благодаря «TikTok» и поколению Z, которое вдохновилось модой 2000-х.

## Расшифровка
Y2K дословно расшифровывается как Y — year (год, с англ.), 2 и K — kilo (1000), что обозначает «проблему 2000 года». Термин пришел в массовое употребление из сферы IT: до конца 1999-го в данных с четырехзначными числами, обозначающими год, обрабатывались только две последние цифры.

## Происхождение
Y2K вероятно, происходит от «ностальгии по настоящему», феномена, при котором культура меняется так быстро, что новые поколения упускают то, что было в недавнем прошлом. Быстрые перемены в 2000-х годах были вызваны терактами 11 сентября, войной с терроризмом и быстрым развитием технологий в 2000-х годах, такими как iPod и iPhone. Ранние 2000-е были временем серьезных перемен. Крупные технологические компании, такие как Apple и Microsoft, мобильные телефоны или игровые приставки становились частью повседневной жизни людей.

## Особенности и стиль

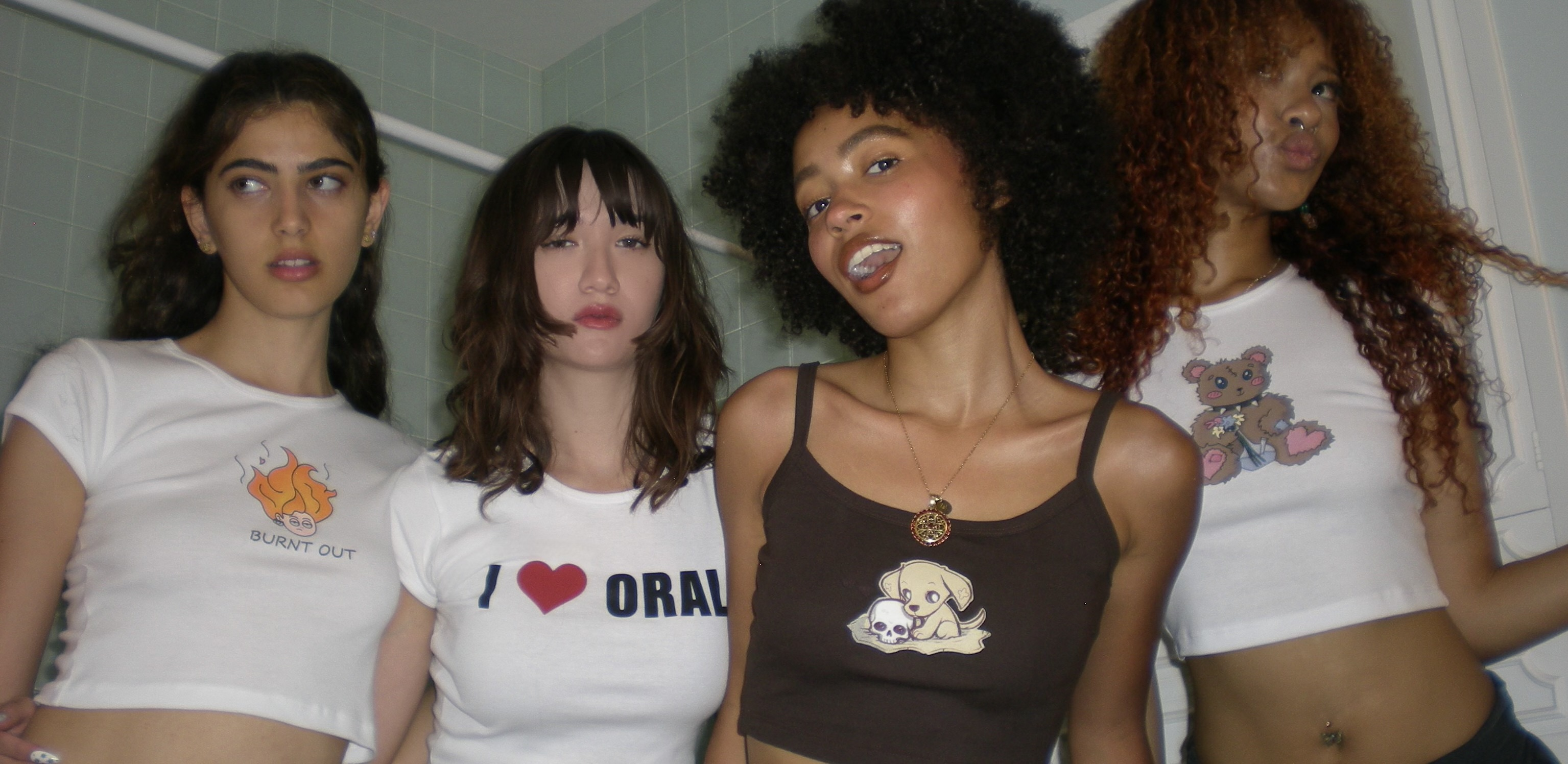
Девушки в одежде с элементами характерными Y2K

Главные признаки Y2K — мультяшные принты, футболки, свитшоты, заниженная талия джинсов, кислотные цвета одежды и аксессуаров, короткие юбки, обувь на платформе, заколки и стразы. Цветами, используемыми в Y2K, являются хром, ледяной синий, цвет океана, ярко-оранжевый, глянцевый белый и чёрный. В интерфейсах используют голографические градиенты, напоминающие рабочие столы Windows 98, Windows ME и Windows XP, элементы с гипертрофированными пиксельными линиями.